# Lloyd Kasten
Lloyd August W. Kasten (Watertown, Wisconsin, 14 de abril de 1905 - 13 de diciembre de 1999), lexicógrafo, hispanista y medievalista estadounidense.

## Biografía
Se licenció en Economía en la Universidad de Wisconsin (1926), pero en el curso de sus estudios experimentó un gran interés por las lenguas extranjeras; en 1927 obtuvo un master de español y entre 1927 y 1928 dio clases de este idioma en la Universidad de Florida; en 1929 vino al Centro de Estudios Históricos de Madrid para estudiar con Samuel Gili Gaya, Pedro Salinas y Dámaso Alonso y se doctoró en 1931 en la Universidad de Wisconsin bajo la dirección del profesor Antonio G. Solalinde. En esta universidad fue profesor entre 1931 y 1937 trabajando en el Seminario de Estudios Medievales Españoles que dirigía Solalinde y editaba las obras de Alfonso X el Sabio. Viajó por Europa para inspeccionar diversos manuscritos aragoneses. Durante los meses que pasó en Portugal estudió portugués, de forma que más tarde enseñó esta lengua a militares norteamericanos durante la Segunda Guerra Mundial. Ascendió a profesor asociado en 1942 y a titular en 1947 y fue catedrático del departamento de Español y Portugués entre 1948 y 1952. Creado el primer NDEA Luso-Brazilian Center, fue nombrado su director de 1958 a 1960 y de nuevo entre 1964 y 1966 y fue responsable de la instrucción de un largo número de candidatos al doctorado en portugués. En 1971, con ayuda del  National Endowment for the Humanities, Kasten usó técnicas de computación para confeccionar un gran Dictionary of the Old Spanish Language (DOSL). En colaboración con Ralph Steele Boggs, R. Hayward Keniston y H. B. Richardson, publicó A Tentative Dictionary of Old Spanish, Chapel Hill, 1946, que tuvo una segunda edición en 2001 financiada por la Hispanic Society; con Antonio García Solalinde y Victor R. B. Oelschläger la segunda parte de la General estoria de Alfonso X el Sabio, 2 vols, Madrid, 1957 y 1961; con Lawrence B. Kiddle, el Libro de las cruzes del mismo monarca, Madrid, 1961, y él solo editó Poridat de poridades, del seudo Aristóteles  , Madrid, 1957.

## Obras
- Con Eduardo Neale-Silva y Edward C Caswell, Lecturas escogidas. New York: Harper & Brothers, 1945.
- Con Eduardo Neale-Silva, Lecturas amenas, New York: Harper & Brothers, 1941 y 1972.
- Con John J Nitti, Diccionario de la prosa castellana del Rey Alfonso X New York: Hispanic Seminary of Medieval Studies, 2002.
- Edición de Poridat de las poridades, Madrid: S. Aguirre, 1957.
- Cumulative summary vocabularies of the royal scriptorium manuscripts of Alphonso X, El Sabio [Madison, Wis.]: Hispanic Seminary of Medieval Studies, 1978.
- Con Florian J. Cody, Tentative dictionary of medieval Spanish. New York: Hispanic Seminary of Medieval Studies, 2001.
- Con John J. Nitti y Wilhelmina Jonxis-Henkemans, Electronic texts and concordances of the prose works of Alfonso X, el Sabio, Madison: [Hispanic Seminary of Medieval Studies], 1997.
- Diccionario de la prosa castellana del Rey Alfonso X., New York: Hispanic Seminary of Medieval Studies, (2002), 3 vols.
- Con Eduardo Neale-Silva, Lecturas modernas, New York and London, Harper & brothers, 1937.
- Con Jean Anderson, Concordance to the Celestina (1499) Madison: Hispanic Seminary of Medieval Studies, 1976.
- Alfonso X el Sabio, General estoria.... Edición de Antonio García de Solalinde, Lloyd A. Kasten, Victor R. B. Oelschläger. Madrid: Instituto Miguel de Cervantes de filología hispánica Junta para ampliacíon de estudios e investigaciones científicas. Centro de estudios históricos. 1930-
- Alfonso X el Sabio, Libro de las cruzes Ed. de Lloyd August Kasten y Lawrence Bayard Kiddle. Madrid - Madison: Consejo Superior de Investigaciones Científicas, Instituto "Miguel de Cervantes", 1961.